# 沙拉 (斯洛伐克)

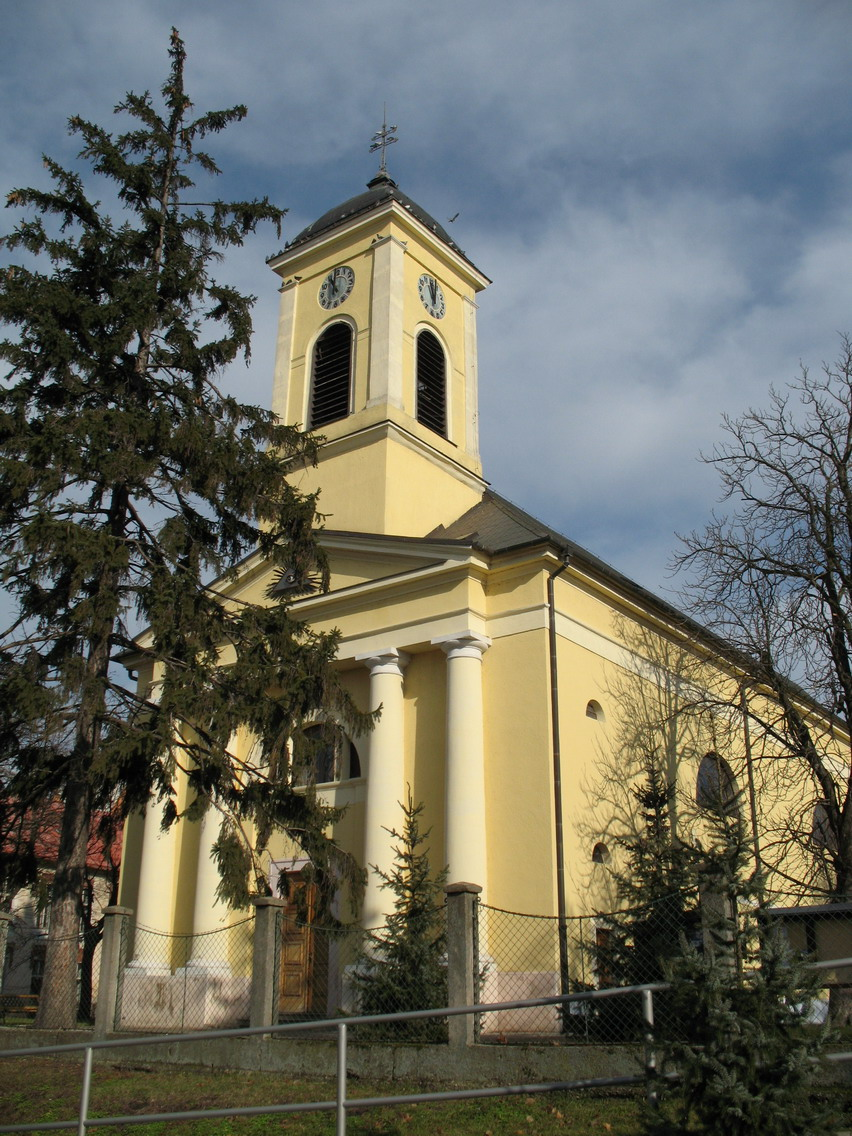

沙拉是斯洛伐克的城鎮，位於該國西部，由尼特拉州負責管轄，面積44.97平方公里，海拔高度118米，2006年人口24,256，其中七成居民信奉羅馬天主教。

## 外部連結
- Official website （页面存档备份，存于）
- Map of Sala （页面存档备份，存于）